# Last Night (chanson de Ian Carey)
Pour les articles homonymes, voir Last Night.
Singles de Ian Carey
Shot Caller
(2008) Amnesia
(2012)
Singles par Snoop Dogg
Wet
(2011) The Mack
(2011)
Singles par Bobby Anthony
Rio de Janeiro
(2011)
Last Night est une chanson du DJ américain Ian Carey, avec le rappeur Snoop Dogg et Bobby Anthony. Le single sort le 23 février 2011 sous le label Vicious Recordings. La chanson a été écrite par Calvin Broadus, Ian Carey, Jenson Vaughan, Robert Anthony Luera, Manny Mijares et produit par Ian Carey.

## Liste des pistes
Australie Single digital
1. Last Night
2. Last Night (Extended version)

## Performance dans les hit-parades

### Classement par pays
| Classement (2011)           | Meilleure Position |
| --------------------------- | ------------------ |
| Australie Classement single | 15                 |
| Pays-Bas Classement single  | 77                 |
| Canada Hot 100              | 24                 |

### Certifications
| Pays      | Certifications | Ventes  |
| --------- | -------------- | ------- |
| Australie | Platine        | 70,000+ |
| Canada    | Or             | 40,000+ |